# Kimball (Wisconsin)
Kimball es un pueblo ubicado en el condado de Iron en el estado estadounidense de Wisconsin. En el Censo de 2010 tenía una población de 498 habitantes y una densidad poblacional de 5,23 personas por km².

## Geografía
Kimball se encuentra ubicado en las coordenadas 46°28′4″N 90°16′52″O / 46.46778, -90.28111. Según la Oficina del Censo de los Estados Unidos, Kimball tiene una superficie total de 95.28 km², de la cual 95.22 km² corresponden a tierra firme y (0.06%) 0.06 km² es agua.

## Demografía
Según el censo de 2010, había 498 personas residiendo en Kimball. La densidad de población era de 5,23 hab./km². De los 498 habitantes, Kimball estaba compuesto por el 97.19% blancos, el 0% eran afroamericanos, el 1.2% eran amerindios, el 0.2% eran asiáticos, el 0% eran isleños del Pacífico, el 0% eran de otras razas y el 1.41% pertenecían a dos o más razas. Del total de la población el 0% eran hispanos o latinos de cualquier raza.